# Amphitryon – Aus den Wolken kommt das Glück
Amphitryon – Aus den Wolken kommt das Glück ist eine musikalische Komödie von Reinhold Schünzel aus dem Jahr 1935. Sie baut auf Heinrich von Kleists Amphitryon von 1807 sowie Molières Amphitryon von 1668 und Titus Maccius Plautus Amphitruo auf.

## Inhalt
Die Frauen von Theben sind verzweifelt: Wann endlich werden ihre Männer aus dem Krieg gegen Böotien heimkehren? Obwohl sich Alkmene vor den Einwohnern Thebens optimistisch gibt, ist auch sie verzweifelt: Sie betet zu Jupiter, dass Theben den Krieg schnell gewinnen möge. Jupiter wiederum hätte ihren Hilferuf fast verschlafen, hätte ihn nicht der muntere Merkur auf Rollschuhen rechtzeitig geweckt. Während Merkur die Menschen generell ablehnt, ist Jupiter spontan von Alkmene begeistert. Zu gerne würde er ihr als Gott erscheinen, doch besitzt er in Juno eine resolute Ehefrau, unter deren Pantoffel er steht. So gibt er vor, wegen eines Rückenleidens in Theben ein Kurbad aufsuchen zu wollen, was Juno energisch nach Sparta verlegt wissen will, schließlich seien nur dort die Spezialisten. Zudem solle ihn Merkur begleiten, was dieser fassungslos zur Kenntnis nimmt.
Jupiter und Merkur schweben gen Erde und begeben sich nach Theben, wo beide erkennen, dass ihre Statuen, die von den Frauen angebetet werden, ihnen überhaupt nicht gleichen, so erscheint der kleine Merkur hier als kraftstrotzender Jüngling. Auch Jupiters wallendes Haar ist in Wirklichkeit schon lange einer Halbglatze gewichen. Erste Annäherungsversuche Jupiters an Alkmene schlagen daher fehl. Währenddessen ist die kratzbürstige und dominante Andria, Alkmenes Dienerin, von Merkur durchaus angetan, da ihr Ehemann Sosias, der sich im Gefolge Amphitryons befindet, ein notorischer Trinker ist. Zudem deutet Merkur an, ihr eventuell einen langersehnten Hut zu kaufen.
Da Alkmene nur Amphitryon liebt, entscheidet sich Jupiter für eine Verwandlung in ihren Ehemann. Merkur wird in den Taugenichts Sosias verwandelt und ist wenig begeistert. Beide kommen bei ihren „Ehefrauen“ an. Während Merkur sofort mit Vorwürfen überschüttet wird, hat Andria doch insgeheim mit dem modischen Hut geliebäugelt, den Sosias/Merkur natürlich nicht als Geschenk mitgebracht hat, hofft Jupiter auf eine schnelle Liebesnacht mit Alkmene. Die jedoch kredenzt ihm Samos – das Lieblingsgetränk Amphitryons – das Jupiter wiederum nicht verträgt. Er verschläft die Liebesnacht und wacht mit einem Kater auf. Derweil ist Andria von ihrem neuen „Ehemann“ überrascht, der mit einem Mal dem Alkohol versagt und von ihr gewaschen werden will.
Der nächste Morgen bringt Verwicklungen. Der echte Sosias kommt nach Hause, da Jupiter den von den Thebanern verloren geglaubten Krieg noch einmal gewendet hat. Er trifft auf Merkur in seiner Gestalt und wird von dem echten Amphitryon wegen offensichtlicher Trunkenheit am frühen Morgen eingesperrt. Amphitryon ist nun seinerseits verwundert, nicht begeistert empfangen zu werden. Alkmene ist beleidigt, hat der Gatte am Vorabend doch offensichtlich den Alkohol ihr vorgezogen. Amphitryon wiederum vermutet einen Nebenbuhler als Grund der Verstimmung über seine Rückkehr und wendet sich an einen Rechtsanwalt, der kein Geringerer als Jupiter ist. Während Amphitryon in dessen Papieren nach dem möglichen Ehebrecher sucht, kehrt Jupiter noch einmal zu Alkmene zurück und hofft, doch noch eine Nacht mit ihr verbringen zu können. Nun jedoch plagt ihn Schnupfen und der Arzt verordnet ihm strikte Bettruhe. 
Juno hat inzwischen mitbekommen, dass ihr Gatte ihr gerne untreu sein würde und erscheint in Alkmenes Palast. Sie entzaubert den Gatten, der zerknirscht zu ihr zurückkehrt. Amphitryon wiederum erkennt, dass Alkmene ihm die ganze Zeit treu war und versöhnt sich mit ihr. Auch Sosias erhält ein Happy End: Merkur spielt ihm heimlich den von Andria gewünschten Hut zu, sodass auch sie am Ende mit ihm versöhnt ist.

## Produktion
Bereits im Jahr 1934 hatte sich die Ufa die Rechte an Schünzels Amphitryon-Stoff gesichert und für eine Verfilmung 750 000 Reichsmark veranschlagt. Mit am Ende 2 Millionen Reichsmark Produktionskosten wurde Amphitryon – Aus den Wolken kommt das Glück die teuerste Ufa-Produktion des Jahres 1935.
Die Dreharbeiten für Amphitryon – Aus den Wolken kommt das Glück fanden vom 8. Februar 1935 bis Mai 1935 in den Ufa-Ateliers Neubabelsberg statt. Von der Zensur erhielt der Film ein Jugendverbot. Die Erstaufführung war am 18. Juli 1935 im Berliner Gloria-Palast. 
Der Film wurde zu NS-Zeiten „kein überwältigender, aber ein solider Erfolg“, blieb bis 1945 im Verleih und wurde auch nach Kriegsende ohne Veränderungen gezeigt. Im Jahr 2005 erschien er auf DVD.

## Kritiken
Die zeitgenössische Kritik beurteilte Amphitryon überwiegend freundlich. Paul Ickes schrieb 1935 in der Filmwoche, dieser Film sei „unter den wertvollen Komödien, die dem Film so selten geschenkt werden, die beste und gelungenste, die wir je zu verzeichnen hatten.“ Die Rheinische Post lobte, der Film überwinde geradezu „die Schwerkraft des Menschlich-allzu-Ernsten“ und führe zu einer „wahren Vollblut-Komödie“. Die Kasseler Post befand, „die konsequente Absage an den schwerfälligen Stil altmodischer Operette, das leichte Zusammengehen von Spiel und Musik“ werde in Amphitryon künstlerische Wirklichkeit und ziehe die Massen an. Thomas Mann dagegen bezeichnete das Werk in seinem Tagebuch am 27. September 1935 als „albernen Amphitryon-Film“.
Amphitryon – Aus den Wolken kommt das Glück wurde von der Filmkritik des späten 20. Jahrhunderts einerseits eine „Demontage der Herrschaft im Mythos“ bescheinigt und der Film als „Beispiel der vorsichtigen Entfernung von der vorgegebenen Programmlinie“ gesehen. Das Lexikon des Internationalen Films bezeichnete Amphitryon – Aus den Wolken kommt das Glück als „respektlos-ironische Komödie“, obwohl der Film „mit allen Klischees von Boulevardstück und Operette behaftet“ sei. Dank Schünzels „listiger Regie“ enthalte der Film „manch Seitenhiebe auf Autoritäten und Militarismus … [u]nd das 1935!“ Vor allem der Untertitel Aus den Wolken kommt das Glück in Verbindung mit dem Abstieg zweier Götter wurde als Parodie auf den im selben Jahr erschienenen Film Triumph des Willens von Leni Riefenstahl gewertet, in dessen Anfangssequenz Adolf Hitlers Flugzeug im Anflug auf Nürnberg gefilmt wurde.
Neben der Deutung als parodistisch-kritischer Unterhaltungsfilm wurde auch versucht, Amphitryon – Aus den Wolken kommt das Glück in die Nähe eines Propagandafilms zu rücken. Es wurde kritisiert, dass die monumentalen Bauten in der Szene der Rückkehr der thebanischen Truppen aus dem Krieg aussähen, „als seien sie von Albert Speer entworfen [worden]“. Zudem „würden [sie] völlig unironisch das Reichsparteitagsgelände kopieren“. Karlheinz Wendtland, der den Film als „herrliche Satire“ bezeichnete, wies, wie stets in vergleichbaren Fällen, diese Kritik zurück und führte als Argument an, dass der Parteitag erst im September stattfand, der Film aber schon im Mai abgedreht war. Allerdings hatte Riefenstahls Film den Parteitag von 1934 zum Inhalt und war schon in den Kinos gelaufen, bevor Amphitryon erschien.

## Auszeichnungen
Amphitryon – Aus den Wolken kommt das Glück erhielt von der Filmprüfstelle das Prädikat „Künstlerisch wertvoll“.